# Schlacht bei Mohács (1687)
Wien – Kahlenberg – Párkány – Gran I – Waitzen (Vác) –  Ofen I – Gran II – Neuhäusel (Nové Zámky) – Eperies – Ofen II – Mohács (Harsány) – Belgrad I – Derbend – Pataczin – Nisch – Belgrad II – Szlankamen – Belgrad III – Peterwardein – Lippa (Lipova)  – Lugos (Lugoj) – Temesvár – Olasch (Bega) – Zenta
Die Schlacht bei Mohács (auch bekannt als Schlacht am Berg Harsány) im Jahre 1687 war eine Schlacht zwischen dem kaiserlichen Heer einerseits und dem Heer des Osmanischen Reiches andererseits während des Großen Türkenkrieges (1683–1699). Sie endete mit einem kaiserlichen Sieg, unter dessen Eindruck die ungarischen Stände auf dem Pressburger Reichstag die Erblichkeit der ungarischen Krone im Haus Habsburg anerkannten.

## Vorgeschichte
Der Große Türkenkrieg begann mit der Belagerung Wiens 1683 durch das osmanische Heer. Nach dem Entsatz der Stadt in der Schlacht am Kahlenberg am 12. September 1683 ging die Initiative auf die kaiserlichen Truppen über. In den folgenden Jahren drängten sie unter Herzog Karl V. von Lothringen die Osmanen zurück und eroberten zahlreiche Festungen. 1686 gelang ihnen mit der Einnahme der ehemaligen ungarischen Hauptstadt Buda (siehe: Belagerung von Ofen (1684/1686)) der bis dahin größte Erfolg. Friedensangebote des Osmanischen Reiches wurden am Ende des Jahres noch zurückgewiesen, da nunmehr die Abtretung ganz Ungarns greifbar schien.
Im April 1687 wurde in Wien die Entscheidung zum weiteren Vorgehen getroffen. Die Hauptarmee (ca. 40.000 Mann) unter Herzog Karl von Lothringen sollte entlang der Donau auf Esseg vorgehen, während eine zweite Armee (ca. 20.000 Mann) unter Kurfürst Max Emanuel von Bayern gleichzeitig von Szolnok an der Theiß gegen Peterwardein ziehen sollte. Mitte Juli vereinigten sich die beiden Heere an der Donau. Die osmanischen Truppen (ca. 60.000 Mann) unter dem Großwesir Süleyman Pascha bezogen dagegen ein befestigtes Lager vor Esseg zum Schutz dieser Stadt. Zwischen den Heeren lag nur der Fluss Drau. Ende Juli eroberten die Kaiserlichen einen Brückenkopf am jenseitigen Ufer des Flusses und stellten sich in Schlachtordnung auf, um die Osmanen herauszufordern. Diese blieben jedoch passiv und beschränkten sich auf die Beschießung der Drau-Brücken und Uferdämme. Da sich Herzog Karl von Lothringen nicht in der Lage sah, das befestigte osmanische Lager zu stürmen, entschied er sich nach einigen Tagen zur Räumung des Brückenkopfes, obwohl er dafür sowohl von seinen Unterführern als auch von Kaiser Leopold I. kritisiert wurde. Der Großwesir vermutete, dass dies die Moral der kaiserlichen Truppen geschwächt hätte, und folgte ihnen. Durch geschickte Manöver drängte er die Kaiserlichen bis in den Raum Mohács zurück, wo diese Anfang August eine befestigte Stellung bezogen. Die Osmanen errichteten bei Dárda ebenfalls eine befestigte Stellung, die jedoch, von dichter Vegetation verborgen, für die Kaiserlichen nicht sichtbar war. Herzog Karl von Lothringen ahnte dementsprechend noch nichts von der Nähe des osmanischen Heeres.

## Verlauf

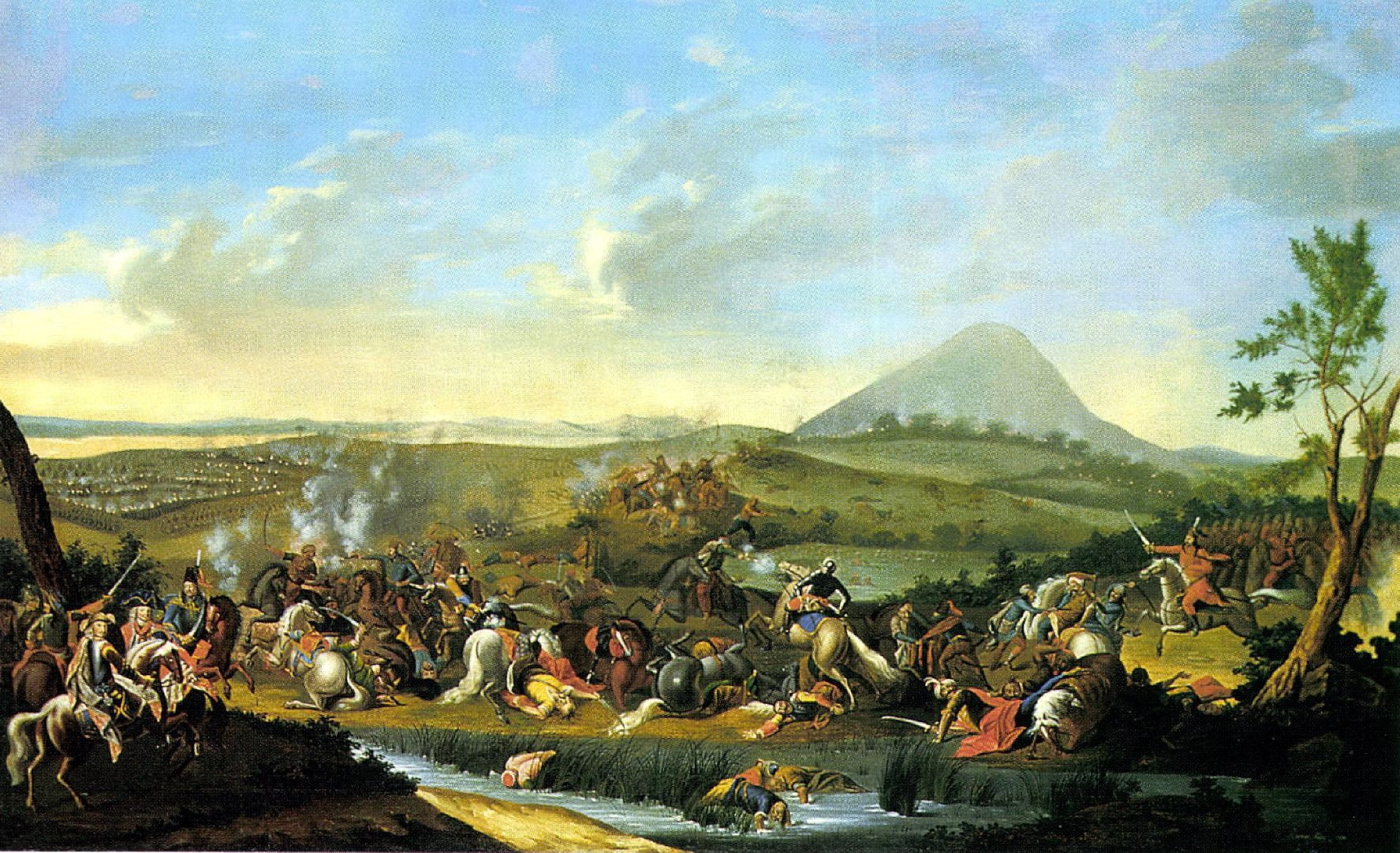
Schlacht bei Mohács (Gemälde von József Borsos 1837, Ungarische Nationalgalerie)

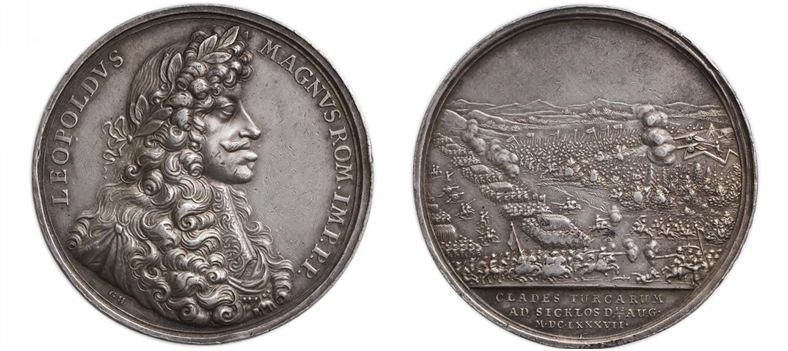
Auf einer zeitgenössischen Silbermedaille wird die Schlacht als CLADES TURCARUM AD SECKLOS (Niederlage der Türken bei Siklos) bezeichnet. Auf der Rückseite der Medaille sind rechts die türkischen Truppen in aufgewühlter und links die kaiserlichen Truppen in geordneter Schlachtformation zu sehen.

Am Morgen des 12. August plante der Herzog von Lothringen nach Siklós zu ziehen, weil ihm das Gelände dort für eine Schlacht geeignet schien. Der rechte Flügel setzte sich in Bewegung und marschierte nach Westen in ein dichtes Waldgebiet. Süleyman Pascha sah daraufhin seine Chance gekommen und griff mit seinem gesamten Heer den linken Flügel des kaiserlichen Heeres unter dem Kurfürsten von Bayern an, der noch immer in den befestigen Stellungen stand und ebenfalls im Begriff war nach Westen zu marschieren. Allein 8000 Sipahis versuchten dabei, die linke Flanke der kaiserlichen Truppen zu umfassen. Der Kurfürst von Bayern ließ umgehend den Herzog von Lothringen, der sich bei dem abmarschierten rechten Flügel befand, benachrichtigen und traf Anstalten, um den Angriff der doppelt überlegenen Osmanen abzuweisen. Die Infanterie behauptete ihre Stellung und General Piccolomini gelang es mit einigen Kavallerieregimentern, den Umfassungsangriff der Sipahis zurückzuwerfen.
Der Großwesir war von dem unerwartet heftigen Widerstand überrascht und befahl die Einstellung der Angriffe. Zwar beschoss die osmanische Artillerie die kaiserlichen Stellungen weiter, doch den Truppen selbst wurde befohlen, Stellungen aufzuwerfen und sich dahinter zu verschanzen. Dadurch gewann der alarmierte rechte Flügel des kaiserlichen Heeres die notwendige Zeit, um in seine ursprüngliche Stellung zurückzukehren. Auch der Herzog von Lothringen gedachte zunächst die eingenommene Stellung lediglich zu verteidigen, doch schließlich ließ er sich vom Kurfürst von Bayern sowie vom Markgrafen Ludwig von Baden zu einem großangelegten Gegenangriff überreden. Der Aufmarsch des kaiserlichen Heeres war um 15 Uhr beendet.
Zur gleichen Zeit nahm auch Süleyman Pascha den Angriff wieder auf. Wieder versuchten Sipahis, unterstützt durch Janitscharen, die linke Flanke der kaiserlichen Stellung zu umgehen. Markgraf Ludwig von Baden wehrte diesen Angriff mit 23 Eskadronen ab und ging anschließend selbst zum Sturm auf die noch unvollendete osmanische Stellung über. An der Spitze des Angriffs drangen die Truppen der Generäle Jean-Louis de Bussy-Rabutin und Eugen von Savoyen in die osmanischen Verschanzungen ein, wobei die Reiter aufgrund des schwierigen Geländes von ihren Pferden hatten absteigen müssen. Der osmanische Widerstand brach zusammen und schon bald verwandelte sich der eingeleitete Rückzug des osmanischen Heeres in eine wilde Flucht.
Während der ganzen Schlacht war lediglich der linke Flügel des kaiserlichen Heeres im Kampf gewesen. Vor der Front des rechten Flügels lag ein dichter Wald, der einen Angriff dieser Truppen nicht zuließ. Man hatte allerdings versucht, ein Umgehungsmanöver über den rechten Flügel zu unternehmen, um den Osmanen den Rückzug zu verlegen, doch in den Wäldern hatte sich die Kolonne verirrt. Die Verluste der kaiserlichen Truppen hielten sich mit etwa 600 Mann sehr in Grenzen. Die Osmanen verloren hingegen ihren gesamten Tross, den größten Teil der Artillerie (66 Geschütze) und hatten nach einigen Schätzungen bis zu 10.000 Tote zu beklagen. Allein die Beute des Kurfürsten von Bayern soll zwei Millionen Dukaten umfasst haben. Das Prachtzelt des Großwesirs und 160 Fahnen fielen in die Hände der Sieger. Das Schlafzelt des Großwesirs ist heute im Bayerischen Armeemuseum in Ingolstadt zu sehen.

## Folgen
Die Niederlage stürzte das Osmanische Reich in eine innenpolitische Krise. Bereits vor der Schlacht bei Mohács war die Moral der osmanischen Truppen durch die Rückschläge signifikant gesunken. Nach der Schlacht kam es zu einem Aufstand der Janitscharen und Sipahis im Lager des Großwesirs. Dieser flüchtete nach Istanbul, doch eine Gesandtschaft der Aufrührer folgte ihm und erreichte bei Sultan Mehmed IV. dessen Hinrichtung. Kurze Zeit später setzten die meuternden Truppen den Sultan selbst ab und inthronisierten dessen Bruder Süleyman II. Nach weiteren Ausschreitungen gegen Würdenträger und hohe Beamte setzte ein Volksaufstand dem Chaos ein Ende.
Den kaiserlichen Truppen ermöglichte diese Schwäche der Osmanen die Eroberung großer Gebiete. Sie nahmen Esseg, Klausenburg, Valpó, Peterwardein, Karlowitz, Jllok, Požega, Palota und Erlau ein. Damit gerieten Slawonien und Siebenbürgen unter kaiserliche Kontrolle. Das Prestige, welches die Habsburger damit erlangten, veranlasste die ungarischen Stände auf dem Reichstag zu Pressburg, den erst neunjährigen Erzherzog Joseph am 9. Dezember 1687 zum ersten erblichen König von Ungarn zu krönen. Überdies verpflichteten sich die Ungarn, von nun an den Thronfolger noch zu Lebzeiten seines Vaters zu krönen, und verzichteten gleichzeitig auf ihr Widerstands- und Widerspruchsrecht (jus resistendi/jus contradicendi) gegenüber dem König. Die seit dem Tod König Ludwigs II. 1526 anhaltenden Auseinandersetzungen zwischen den Habsburgern, den Osmanen, dem ungarischen Adel und den Fürsten von Siebenbürgen um die Stephanskrone waren nun zu Gunsten Habsburgs beendet. Nach der formalen Bestätigung am 25. Januar 1688 war das Königreich Ungarn Erbreich der Habsburger. Die muslimische Bevölkerung floh aus Ungarn, Slawonien und Siebenbürgen, teils wegen der Grausamkeiten, die sie durch die christlichen Eroberer erlitten, teils, weil das muslimische Religionsgesetz eine Emigration im Falle der Einnahme durch Nicht-Muslime vorsah.
Um die Niederlage der Schlacht gegen die Osmanen im Jahre 1526 zu kompensieren, entschied man sich, das Treffen offiziell ebenfalls als Schlacht bei Mohács zu bezeichnen, obwohl der Ort der Schlacht von 1526 mehrere Kilometer entfernt lag.